# Jaroslav Zámečník
Jaroslav Zámečník (* 21. června 1966 Liberec) je český politik a ekonom, dlouholetý jednatel Euroregionu Nisa, v letech 2000 až 2004 zastupitel a radní Libereckého kraje, od roku 2018 primátor města Liberec (v letech 1994 až 1998 a opět od roku 2014 také zastupitel města), bývalý člen ODS, nyní člen hnutí Starostové pro Liberecký kraj.

## Život
Absolvoval matematicko-fyzikální třídu Gymnázia F. X. Šaldy v Liberci a následně v letech 1984 až 1988 vystudoval obor strojírenská technologie na tehdejší Vysoké škole strojní a textilní v Liberci (dnes Technická univerzita v Liberci), kde získal titul Ing. Už jako student pracoval na katedře materiálů jako pomocná vědecká síla a souběžně si technické vzdělání rozšiřoval o další přednášky z oboru etiky, psychologie a pedagogiky. V roce 1992 dokončil doktorskou práci v oboru fyzikální metalurgie a mezní stavy materiálů na Západočeské univerzitě v Plzni (získal titul CSc.). Povinnou základní vojenskou službu absolvoval na Vojenské vysoké škole letecké v Košicích jako letecký mechanik MiG-21 a tlumočník pro zahraniční piloty.
Od roku 1992 je (s výjimkou let 2000 až 2004) tajemníkem Euroregionu Nisa. V roce 2017 mu za jeho dlouholetou práci pro Euroregion Nisa a především vynikající výsledky v přeshraniční spolupráci udělil polský prezident Andrzej Duda státní vyznamenání „Stříbrný kříž za zásluhy“.
Jaroslav Zámečník žije ve městě Liberec, konkrétně v části Rochlice. Je ženatý, má dvě dcery. Ve volném čase rád pracuje na zahradě, vyráží na procházky či projížďky na kole.

## Politická kariéra
Ve svých 24 letech se stal nejprve členem Občanského fóra (OF) a později ODS. Za tuto stranu byl ve volbách v roce 1994 zvolen zastupitelem města Liberec. Ve volbách v roce 1998 nekandidoval. Znovu kandidoval až ve volbách v roce 2002, ale neuspěl.
V krajských volbách v roce 2000 byl za ODS zvolen zastupitelem Libereckého kraje. Navíc se stal radním kraje pro kulturu, památkovou péči, sport a cestovní ruch. Ve volbách v roce 2004 sice post zastupitele obhajoval, ale figuroval až na 42. místě kandidátky a neuspěl. Skončil také jako radní kraje.
V komunálních volbách v roce 2014 se do politiky vrátil a byl zvolen jako nestraník za hnutí Starostové pro Liberecký kraj zastupitelem města Liberec. V zastupitelstvu působil jako člen finančního výboru a v roce 2017 vstoupil do hnutí SLK.

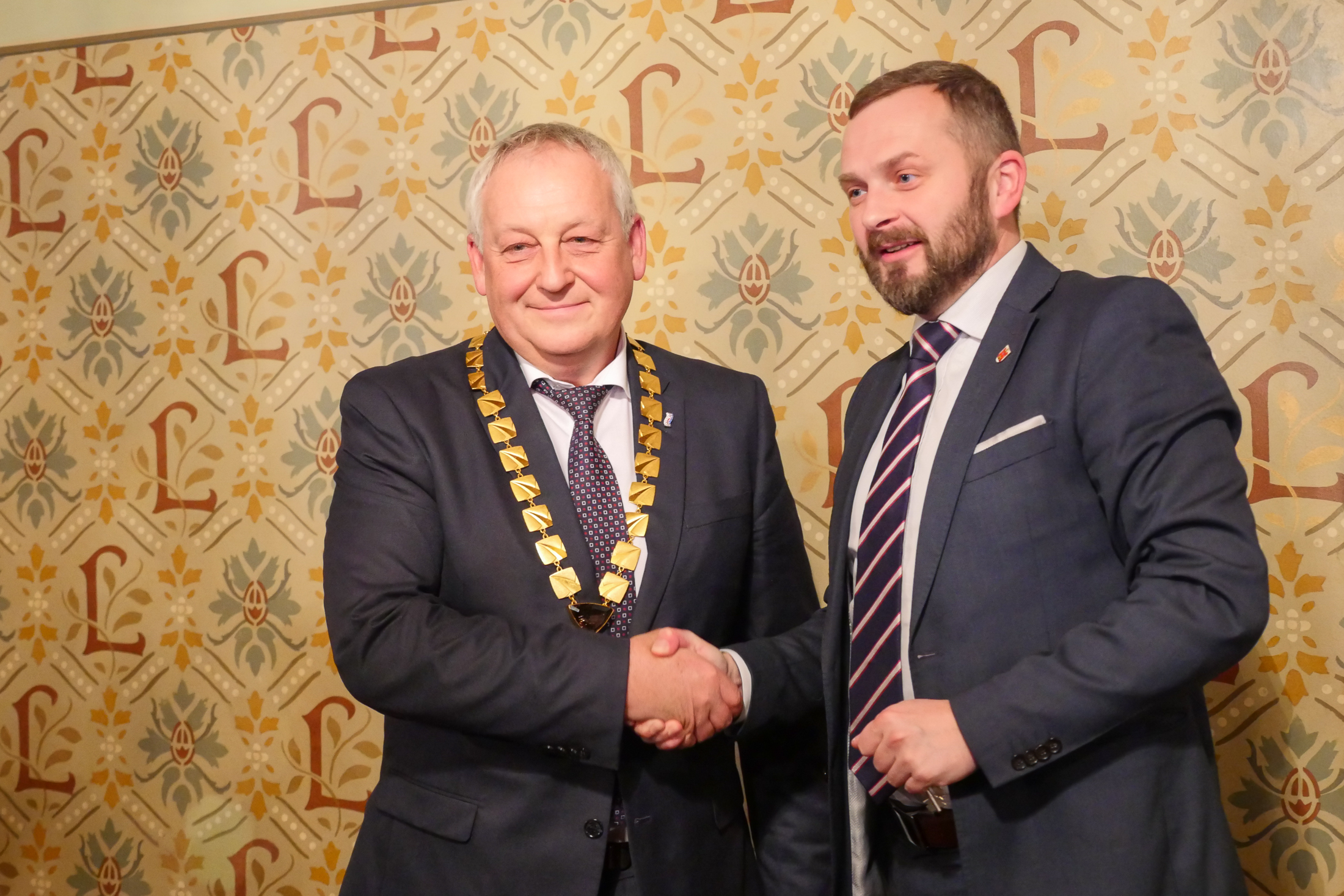
Jaroslav Zámečník přebírá primátorský řetěz od Tibora Batthyányho v listopadu 2018.

Ve volbách v roce 2018 mandát zastupitele města obhájil, když byl lídrem kandidátky SLK. Následně uzavřely koalici vítězné hnutí SLK, druhé hnutí ANO 2011 a čtvrtá ODS. Dne 20. listopadu 2018 byl Zámečník zvolen novým primátorem města Liberec, nahradil tak Tibora Batthyányho z hnutí PRO 2016.
V komunálních volbách v roce 2022 se opět ucházel o post primátora města. Kandidoval jako lídr koaliční kandidátky „Starostové pro Liberecký kraj společně s TOP 09 a KDU-ČSL“. Toto uskupení vyhrálo a uzavřelo čtyřkoalici s hnutím ANO, ODS společně se Sportovci a Piráty. Na konci října 2022 se tak stal Zámečník po druhé primátorem města.